# Jair Eduardo Britto da Silva
Jair Eduardo Britto da Silva (10 de junio de 1988) es un futbolista brasileño que se desempeña como delantero en el Central Coast Mariners de la A-League.
Jugó para clubes como el Ponte Preta, JEF United Chiba, Emirates Club, Kashima Antlers y Newcastle United Jets.

## Trayectoria

### Clubes
| Club                     | País                   | Año         |
| ------------------------ | ---------------------- | ----------- |
| ABC                      | Brasil                 | 2007 - 2009 |
| Brasil                   | Brasil                 | 2009 - 2011 |
| Ponte Preta (cedido)     | Brasil                 | 2010        |
| Jeju United              | Corea del Sur          | 2011 - 2012 |
| JEF United Chiba         | Japón                  | 2013 - 2015 |
| Emirates Club (cedido)   | Emiratos Árabes Unidos | 2013        |
| Kashima Antlers (cedido) | Japón                  | 2014        |
| Caxias do Sul (cedido)   | Brasil                 | 2015        |
| Hatta Club               | Emiratos Árabes Unidos | 2016        |
| Jeonnam Dragons          | Corea del Sur          | 2016 - 2017 |
| Yanbian Funde            | China                  | 2018        |
| Newcastle United Jets    | Australia              | 2018 - 2019 |
| Central Coast Mariners   | Australia              | 2019 -      |